# Narceus
Narceus es un género de milpiés en la familia Spirobolidae nativa del este de América del Norte. El género comprende tres o cuatro especies, dos de las cuales son endémicas de Florida, y el resto forma un complejo de especies. Las especies de Narceus incluyen algunos de los milpiés más grandes y reconocibles en el este de América del Norte.

## Descripción
Los individuos de Narceus varían de 4 a 12 cm de largo, con 45 a 59 segmentos como adultos. El color de su cuerpo es de varios tonos de marrón con rayas de color rojizo a amarillo en cada segmento.

## Especies
- Complejo Narceus americanus / Narceus annularis  - Nueva Inglaterra a Minnesota, al sur de Texas y Florida. Se extiende al sur de Quebec y Ontario en Canadá.
- Narceus gordanus - Florida a Carolina del Sur, posiblemente Tennessee[1]
- Narceus woodruffi - Florida

Las especies N. americanus y N. annularis están ampliamente distribuidas en América del Norte y pueden representar una intergradación de formas en lugar de dos especies distintas, un grupo conocido como el "complejo N. americanus / annularis".